# 諾埃爾 (密蘇里州)
諾埃爾（英語：Noel）是位於美國密蘇里州麥克唐納縣的城市。

## 人口
根據2020年美國人口普查的數據，諾埃爾的面積為5.44平方千米，當中陸地面積為5.25平方千米，而水域面積為0.19平方千米。當地共有人口2124人，而人口密度為每平方千米390人。